# Маэл Дойд мак Суибни

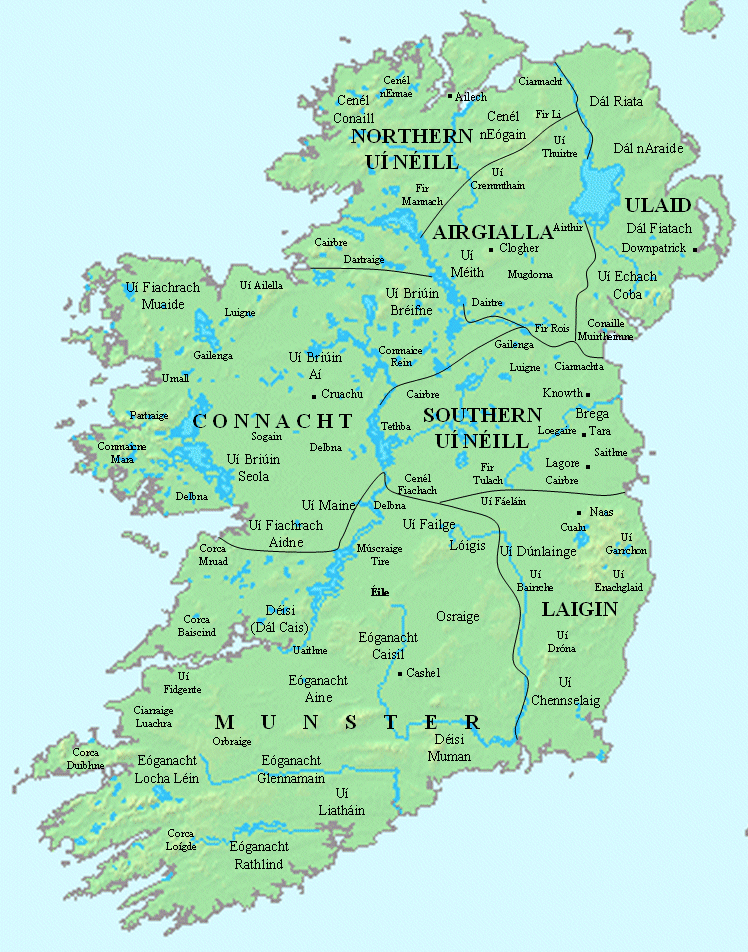
Ирландия в Раннее Средневековье

Маэл Дойд мак Суибни (др.‑ирл. Máel Dóid mac Suibni; умер в 653) — король Миде (635—653) из рода Кланн Холмайн.

## Биография
Маэл Дойд был одним из сыновей правителя королевства Миде Суибне мак Колмайна.
Одним из главных факторов истории Миде VII века была вражда между его монархами и правившими королевством Брега представителями рода Сил Аэдо Слане. Жертвами этого конфликта стали отец и брат Маэл Дойда: в 600 году по приказу Аэда Слане был убит Суибне мак Колмайн, а в 635 году от рук Диармайта мак Аэдо Слане пал король Коналл Гутбинн. После гибели брата Маэл Дойд унаследовал престол Миде. Резиденция королей Миде находилась вблизи холма Уснех, в связи с чем в некоторых средневековых источниках (например, в «Лейнстерской книге») правители этого королевства упоминаются как короли Уснеха. В трудах средневековых авторов сообщаются ошибочные сведения о продолжительности правления Маэл Дойда: в «Лейнстерской книге» упоминается о пятнадцати годах правления, а в трактате «Laud Synchronisms» — о шестнадцати годах.
В правление Маэл Дойда мак Суибни вражда между представителями родов Кланн Холмайн и Сил Аэдо Слане продолжилась. Уже в 635 году два двоюродных брата короля Миди, сыновья Энгуса мак Колмайна Маэл Умай и Колгу, погибли в битве при Кул Каэлайне (в современном графстве Мит), сражаясь против короля Бреги Диармайта мак Аэдо Слане. Вероятно, сыновья Энгуса стали жертвой борьбы с правителями Бреги за лидерство над землями Южных Уи Нейллов.
В 637 году в кровопролитном сражении при Маг Рот погибли родичи Маэл Дойда, племянник короля Айрметах Кривой и сын того Фаэлху мак Айрметайг. Их союзниками были король Ульстера Конгал Кривой, король Айлеха Крундмаэл мак Суибни и правитель Дал Риады Домналл I, а противниками — верховный король Ирландии Домналл мак Аэдо, его родственники Келлах мак Маэл Кобо и Коналл Каэл, а также короли-соправители Бреги Диармайт и Блатмак мак Аэдо Слане. В «Лейнстерской книге» сообщается, что убийцей Айрметаха был король Мугдорны Ломмайнех, воспитанник Домналла мак Аэдо. В сражении при Маг Рот и произошедшей с ней в один день морской битве при Сайлтире (у побережья полуострова Кинтайр) победу одержал верховный король и его союзники. Конгал Кривой пал на поле боя. Хотя правителю Дал Риады Домналлу I удалось спастись бегством, в результате поражения он утратил контроль над своими владениями в Ирландии.
Единственное упоминание о Маэл Дойде мак Суибни в ирландских анналах датировано 653 годом, когда сообщается о его смерти. Вероятно, он не был убит, а скончался от естественных причин. Новым правителем королевства Миде стал Диармайт Диан, внук Коналла Гутбинна. Сын Маэл Дойда, Ферадах, погиб в 697 году в стычке в Краннахе.